# Сахалинец
«Сахали́нец» — бывший российский футбольный клуб из Москвы. В сезонах 2022/23 и 2023 был участником первенства Второй лиги.

## История
Клуб был основан блогером Михаилом Литвиным 1 июля 2020 года. Назван по месту рождения его основателя. Эмблема клуба включает в себя изображение маяка Анива — одного из символов Сахалина.
Первым матчем в истории «Сахалинца» стала контрольная встреча на первых в истории сборах команды в Ессентуках, проигранная одноимённому местному клубу со счётом 1:4.
В сезонах 2020 и 2021 годов участвовал в чемпионате Москвы (Дивизион «А») в рамках первенства России (III дивизион), а также Кубке Москвы среди ЛФК. 3 марта 2021 года «Сахалинец» стал победителем Зимнего кубка Президента МФФ, победив «Росич» со счётом 6:1.
29 мая 2022 года «Сахалинец» прошёл лицензирование для выступлений во Втором дивизионе ФНЛ, таким образом, получив статус профессионального клуба.
Сезон-2022/23 во Второй лиге клуб начал с двух побед в Москве (над «Родиной-2» — 2:0 и «Пересветом» — 3:0, 16 и 24 июля). 30 июля в 3-м туре в Рязани проиграл одноимённому клубу (1:2). Владелец «Сахалинца» Михаил Литвин, заявленный в этом матче также как игрок, находясь на скамейке запасных, на 60-й минуте получил красную карточку за нецензурную брань, когда был недоволен перебитием отражённого вратарём «Сахалинца» одиннадцатиметрового удара. После матча Литвин ударил двумя кулаками судью матча Станислава Исаева и после вызова полицией следственной группы скрылся через чёрный ход. На заседании контрольно-дисциплинарного комитета РФС (на которое Литвин был приглашён, но не явился) было принято решение дисквалифицировать Литвина на 1,5 года во всех соревнованиях под эгидой РФС и оштрафовать на 300 000 рублей за оскорбительное поведение и оказание физического воздействия на главного арбитра матча. Экспертно-судейской комиссией при президенте РФС был вынесен вердикт об ошибочности назначения пенальти (в единоборстве за верховой мяч, закончившемся столкновением, вратарь команды «Сахалинец» первым сыграл в мяч рукой, судья должен был назначить штрафной удар в пользу «Сахалинца»), при этом, по мнению автора telegram-канала «Алё, реф», решение перебивать одиннадцатиметровый было верным, так как вратарь сделал пару шагов с линии.
6 августа 2022 года в поединке первенства «Сахалинец» потерпел самое крупное поражение в истории (1:7) от клуба «Авангард» (Курск). 17 августа 2022 года «Сахалинец» дебютировал в Кубке России — в матче с «Балашихой» одержал победу со счётом 1:0.
В конце октября 2022 года было объявлено о создании медийной команды для участия в третьем сезоне Медийной футбольной лиги с сохранением команды во Второй лиге и возможностью игроков, по согласованию с тренером, играть как во Второй лиге, так и в Медиалиге. В 2023 году, помимо в второй лиги, клуб принимал участие в третьем и четвёртом сезонах Медиалиги.
23 июня 2023 года Юрий Дроздов покинул пост главного тренера футбольного клуба. Его место занял Алексей Шерстнёв.
7 февраля 2024 года стало известно, что клуб приостанавливает выступление во второй лиге и Медиалиге из-за проблем с финансами.
13 мая 2024 года исполнительный директор Сергей Гореликов присоединился к команде Василия Вакуленко СКА Ростов и стал представлять команду в Медийной футбольной лиге.
3 июня 2024 года Михаил Литвин заявил, что создаёт новую футбольную команду Lit Energy для участия в Медийной футбольной лиге. О проекте «Сахалинец» информации не последовало. При этом бывший исполнительный директор Сергей Гореликов заявил, что не вернется в клуб Михаила Литвина.

## Клубные цвета и форма

### Клубные цвета[25]
| Светло-синий | Синий | Белый |

### Экипировка
| Годы спонсорства | Поставщик экипировки |
| ---------------- | -------------------- |
| 2020 — 2023      | Puma                 |
| 2023 — 2024      | CASA Sportiva        |

## Результаты
| Сезон   | Уровень | Лига                                                                                                 | Место    | И  | В  | Н | П  | Мячи  | О  | Кубок                                |
| ------- | ------- | --- | -------- | -- | -- | - | -- | ----- | -- | ------------------------------------ |
| 2020    | 4       | Первенство России среди ЛФК (III дивизион), зона «Москва» / Чемпионат Москвы среди ЛФК, дивизион «А» | 4 из 14  | 13 | 9  | 2 | 2  | 32−13 | 29 | 1/4 финала кубка Москвы среди ЛФК    |
| 2021    | 4       | Первенство России среди ЛФК (III дивизион), зона «Москва» / Чемпионат Москвы среди ЛФК, дивизион «А» | 3 из 16  | 30 | 20 | 4 | 6  | 96−21 | 64 | 1/2 финала кубка Москвы среди ЛФК    |
| 2022/23 | 3       | Вторая лига, группа 3                                                                                | 12 из 24 | 34 | 15 | 5 | 14 | 49-49 | 50 | 2-й раунд пути регионов Кубка России |
| 2023    | 4       | Вторая лига, дивизион «Б», группа 3                                                                  | 2 из 18  | 17 | 11 | 3 | 3  | 38-21 | 36 | 2-й раунд пути регионов Кубка России |

1. ↑  Первенство проходило в два этапа, на втором этапе учитывалась часть матчей первого этапа. Приведены суммарные показатели в сыгранных матчах.

| Сезон                | Результат                                                |
| -------------------- | -------------------------------------------------------- |
| 3-й сезон (2023 год) | 1-е место в группе, 1/4 финала                           |
| 4-й сезон (2023 год) | 2-е место в группе, стыковые матчи за выход в 1/4 финала |

## Бюджет

### Спонсоры
| Годы спонсорства | Титульный спонсор |
| ---------------- | ----------------- |
| 2022             | Fonbet            |
| 2023 — 2024      | Лига Ставок       |

## Достижения
III дивизион (ЛФК)
- 3-е место в зоне «Москва»: 2021

## Главные тренеры
- Юрий Дроздов (1 июля 2020 — 23 июня 2023)
- Алексей Шерстнёв (26 июня 2023 — 23 января 2024)